# (You Want to) Make a Memory
(You Want to) Make a Memory – ballada rockowa zespołu Bon Jovi, wydana na singlu w roku 2007, który promował album Lost Highway. Autorami utworu są Jon Bon Jovi, Richie Sambora i Desmond Child. Singel został wydany 20 marca 2007 w radiu, zaś 17 kwietnia w iTunes Store w formacie download.
Utwór został nominowany w 2008 do nagrody Grammy w kategorii Best Pop Performance by a Duo/Group with Vocals.

## Miejsca na listach przebojów
| Lista (2007)                            | Pozycja |
| --------------------------------------- | ------- |
| Canadian Hot 100                        | 4       |
| Billboard Hot Adult Contemporary Tracks | 1       |
| Billboard Hot Country Songs             | 35      |
| Billboard Hot 100                       | 27      |
| Billboard Pop 100                       | 28      |
| Ö3 Austria Top 40                       | 3       |
| Germany Top 100                         | 5       |
| Swiss Music Charts                      | 5       |
| Włochy                                  | 6       |
| Holandia                                | 9       |
| UK Singles Chart                        | 33      |